# Albert-Kuntz-Sportpark
Der Albert-Kuntz-Sportpark (kurz AKS, von 1923 bis 1951 Wacker-Sportpark) ist ein Fußballstadion in der thüringischen Stadt Nordhausen am Südrand des Harzes. Die Anlage ist die Spielstätte des Fußballvereins FSV Wacker 90 Nordhausen. Benannt ist sie nach dem KPD-Politiker Albert Kuntz, der 1945 im KZ Mittelbau-Dora, nördlich von Nordhausen, ermordet wurde. Der Wacker-Sportpark bietet 8088 Zuschauerplätze, davon 1088 Sitz- und 7000 Stehplätze. Die Sitzplätze und 1500 Stehplätze sind überdacht. Neben dem Hauptplatz mit Naturrasen bietet das Gelände drei Nebenplätze mit natürlichem Grün, Kunstrasen sowie einen Hartplatz. Das zweigeschossige Stadiongebäude ist mit sechs Kabinen, Duschen und Trainerräumen ausgestattet. Direkt an den Sportpark angeschlossen ist das Hotel Am Stadtpark mit Restaurant.

## Geschichte
Der Vorgängerverein des FSV Wacker 90 Nordhausen, der F.C. Wacker Nordhausen, wurde 1905 gegründet und trug seine Heimspiele auf einem Gelände zwischen der heutigen Puschkin- und Geschwister-Scholl-Straße aus. Danach wechselte man zum Grenzrasen am Kurhaus, der westlich gegenüber dem heutigen Sportpark liegt. Als weitere Spielstätte war ein Platz in der Nähe des ehemaligen Schlachthofes in der Kyffhäuserstraße in Gebrauch. Dies war aber kein Dauerzustand und man suchte nach einer langfristigen Lösung.
Der Verein verhandelte mit der Stadt und kaufte am 24. Dezember 1921 den ersten Teil des heutigen Sportparks. Am Tag darauf präsentierte der Vorstand den Mitgliedern das Gelände und die hierfür erstellten Pläne der zukünftigen Spielstätte. Anfang 1922 starteten die Bauarbeiten, die zunächst Planierungsarbeiten und den Bau einer Umzäunung vorsahen. Der zweite Teil des Geländes wurde im Herbst 1922 erworben. Da ein Kleingartenverein ebenfalls Interesse am Grundstück hatte, musste der Kauf schnell vonstattengehen. So wurde innerhalb eines Tages ein Kaufvertrag aufgesetzt und bei einem Notar unterzeichnet. Die Arbeiten wurden von den Mitgliedern des Vereins durchgeführt. Es wurden über 60.000 Arbeitsstunden geleistet, 25 Autofuhren und Hunderte von Geschirrfuhren mit Schlacke, Zement, Bausteine, Ziegel, Holz usw. wurden verarbeitet. Das Gelände bot neben einer großen und einer kleinen Kampfbahn, einer Laufbahn und einer Weitsprunganlage die Möglichkeit zur Erweiterung für andere Sportarten.
Der Wacker-Sportpark wurde am 26. August 1923 geweiht. Das anschließende Eröffnungsspiel fand zwischen Wacker und dem VfL Halle 1896 statt. Die Hausherren verloren die Partie deutlich mit 0:6. Rund zehn Jahre später ergänzte das Clubhaus in Vereinsbesitz, heute das Hotel Am Stadtpark, die Anlage. Nach dem Zweiten Weltkrieg wurden die entstandenen Schäden beseitigt. Im Rahmen eines Spiels der zweitklassigen DDR-Fußball-Liga im September 1951 zwischen der BSG Motor Nordhausen West und der SG Lichtenberg 47 (3:3) erhielt der Wacker-Sportpark seinen heutigen Namen zu Ehren des Widerstandskämpfers gegen das NS-Regime. In der Zeit war der Fußballsport eine Abwechselung in der harten Nachkriegszeit und so strömten manchmal bis zu 10.000 Besucher in den Albert-Kuntz-Sportpark.
In den 1980er Jahren wurde die in die Jahre gekommene Sportstätte umfangreich renoviert. Es wurden überdachte Sitz- und Stehplatztribünen, ein Sozialgebäude, eine Traglufthalle und eine Flutlichtanlage für mehrere Mio. Mark errichtet. Es wurden einige Länderspiele der Junioren im Sportpark ausgetragen. Am 22. September 1987 trat die Fußball-Olympiaauswahl der DDR in der Qualifikation zu den Olympischen Sommerspielen 1988 vor 5.400 Zuschauern gegen die niederländische Olympiaauswahl an. Die DDR gewann die Partie durch Treffer von Damian Halata, Hans Richter, Markus Wuckel und Heiko Peschke mit 4:2, konnte sich aber als Gruppenzweiter hinter Italien nicht für das Turnier in Seoul qualifizieren.
Nach der deutschen Wiedervereinigung kamen auch damalige Erstligisten wie der 1. FC Köln, der TSV 1860 München, der Hamburger SV, Werder Bremen und Arminia Bielefeld zu Freundschafts- und Testspielen in den AKS. Die Treuhandanstalt hatte den Sportpark in die Rechtsträgerschaft der Stadt übergeben. Trotz der Bemühungen der Stadt konnte sie mit ihren begrenzten finanziellen Mitteln keine Investitionen für das Stadion leisten. Die große Zeit endete in den späten 1990er Jahren. Mit finanziellem Engpass ging auch der sportliche Niedergang von Wacker mit der fünftklassigen Oberliga Nordost und sechstklassigen Thüringenliga einher. Mittlerweile spielt der Club wieder in der viertklassigen Regionalliga Nordost und schloss die Saison 2018/19 als Tabellendritter hinter dem Meister Chemnitzer FC und dem Berliner AK 07 ab.
Am 10. April 2019 teilte der Verein mit, dass der Bund, nach einem Beschluss des Haushaltsausschusses, in den Ausbau der Sportflächen und die Sanierung des Sozialgebäudes im Albert-Kuntz-Sportpark insgesamt 1,044 Mio. Euro investieren wird. Die Mittel stammen aus dem Programm „Sanierung kommunaler Einrichtungen in den Bereichen Sport, Jugend und Kultur“. Dazu erklärte der SPD-Bundestagsabgeordnete Carsten Schneider aus Erfurt: „Nach Jahrzehnten der Nutzung gibt es vor Ort einen großen Sanierungsbedarf. Es ist Zeit, die Sportstätte tauglich für das 21. Jahrhundert zu machen.“